# Mateucharis glabra
Mateucharis glabra är en stekelart som beskrevs av Boucek och Watsham 1982. Mateucharis glabra ingår i släktet Mateucharis och familjen Eucharitidae.
Artens utbredningsområde är:
- Kenya.
- Zimbabwe.

Inga underarter finns listade i Catalogue of Life.